# Volcano Entertainment
Volcano Entertainment (también conocido como Volcano Records) fue un sello discográfico de música integral estadounidense fundado en 1996, que lanzó álbumes de bandas como Tool, 311, Size 14, Survivor y "Weird Al" Yankovic, siendo estos dos últimos anteriormente parte de Scotti Brothers Records.
El catálogo de Volcano Records es propiedad de RCA Records, una división de Sony Music Entertainment.

## Historia
Volcano Records fue fundado en 1996 por Kevin Czinger. Era esencialmente la continuación de Zoo Entertainment que Czinger compró a BMG en 1996. Inicialmente, la compañía estaba destinada a tener dos divisiones, Zoo/Volcano y Volcano, que sería orientada hacia el hip-hop. El primer álbum lanzado con la nueva propiedad fue el álbum Ænima del artista insignia de Zoo, Tool, seguido del álbum Our Little Visionary de la banda Dogstar del actor Keanu Reeves. Sin embargo, el nombre de Zoo Entertainment finalmente se eliminó y muchos de los artistas del sello se convirtieron en la piedra angular de la lista de Volcano Entertainment.
En octubre de 1997, Volcano se fusionó con Rowdy Records de Dallas Austin para convertirse en Freeworld Entertainment. Freeworld duró poco, ya que el sello estuvo plagado de problemas financieros y la relación con Austin se complicó. Muchos de los empleados de la etiqueta fueron cortados o despedidos. Además, el artista insignia del sello, Tool, estaba intentando dejar la marca, lo que resultó en una larga demanda.
En la primavera de 1998, Zomba Label Group compró y "salvó" Freeworld. Aunque la marca Zoo se reintrodujo brevemente, Zomba rápidamente devolvió el nombre de Volcano, abandonando el nombre Zoo por completo. Un mes después, Q Prime, dirigido por los altos directivos Cliff Burnstein y Peter Mensch, compró una participación del 50% en Volcano y se aseguró de que el artista de hard rock Tool se quedara. Finalmente venderían su parte a Zomba a principios de la década de 2000.
1998 también marcó el año en que Volcano adquirió los contratos y masters de Scotti Brothers Records, que acababa de ser adquirido por Pearson PLC. Volcano también compró Capricorn Records en diciembre de 2000.
En 2002, BMG compró Zomba Label Group, lo que devolvió a Volcano al alero de BMG del que anteriormente había sido parte como Zoo Entertainment a principios de los noventa. Volcano empezó a controlar los catálogos de Scotti Brothers Records, Capricorn Records (posteriormente) y Zoo Entertainment.
Con "Weird Al" Yankovic cumpliendo su contrato con Sony en su sello principal RCA Records con su álbum Mandatory Fun de 2014, Volcano funciona principalmente como un sello de reedición. Tool lanzó su álbum de cumplimiento de contrato para Volcano, Fear Inoculum el 30 de agosto de 2019, completando su requisito acordado de cinco álbumes.

## Artistas
| - 2 Skinnee J's - 20 Fingers - 311 - Adam Jones - Akinyele - Gerald Alston - Alfonzo Blackwell - Artie the One Man Party - Bicycle - Box Set - Big Sister - James Brown - John Cafferty & The Beaver Brown Band - Cake - David Cassidy - Dixie Dregs - Danny Carey - Cause and Effect - Buck Clayton - The Comrads - Count Basie - Dogstar - Roy Eldridge - ELO Part II - Freddie Jackson | - The Freddy Jones Band - Fiji Mariners Featuring Col. Bruce Hampton - Galactic - The Flag (David Cairns) - Leif Garrett - Dizzy Gillespie - Jerry Goldsmith - Gov't Mule - Great White - Green Jellÿ - Jimmy Hall - Hoodoo Gurus - John Lee Hooker - James Horner - Phyllis Hyman - The Interpreters - Trevor Jones - Sonny Landreth - Little Feat - Lusk - Lynyrd Skynyrd - Harvey Mason - Tim McGrath - Ian Moore - The Nylons | - Odds - The O'Jays - Peach GB - Procol Harum - Screamin' Cheetah Wheelies - Billy Joe Shaver - Size 14 - Skee-Lo - Survivor - Matthew Sweet - Sweet Sable - Syd Straw - Lysette Titi - To Kool Chris (Chris Chudzik) - Tool - Remy - Ronan Tynan - Ugly Americans - Sarah Vaughan - Vigilantes Of Love - "Weird Al" Yankovic - Widespread Panic - Young Dubliners |

## Lanzamientos
Los productos de Volcano Entertainment fueron inicialmente distribuidos por BMG. Cuando Zomba Label Group compró el sello en 1998, la distribución se manejaba a través de la red de Zomba que, según el territorio, podría haber sido BMG, Virgin, el propio Zomba u otros sellos más pequeños. Cuando BMG compró Zomba, BMG volvió a ser el único distribuidor mundial. Entre 2004 y finales de 2008, la distribución cambió a Sony BMG de acuerdo con la fusión de Sony y BMG. Desde principios de 2009, Sony Music Entertainment distribuye productos de Volcano Entertainment en todo el mundo.